# イーホテルショッピングモール

イーホテルショッピングモール（E・Hotel Shopping Mall）は、秋田県秋田市大町二丁目にある第一生命保険が開発した複合ビル「秋田大町第一生命ビルディング」にあった商業施設。本項では併設されているホテルについても記載する。建物を所有していたColours International （カラーズ・インターナショナル、イーホテルグループの持株会社）は既に企業活動を停止し、ショッピングモールは2012年夏以降閉鎖されたままだが、北西にある別館でイーホテル秋田アネックスが、南側の本館でホテルメルディア秋田が営業を行っている。

## 概要
秋田駅前に建てられた秋田中央ビルディングに移った本金（現在の西武秋田店）や秋田名店街の跡地などに、コミュニティ・マート事業による再開発第一弾として、「ファッションアベニューAD」、「秋田ワシントンホテル」、「地下イベント広場」、「大町公園橋」の4施設が整備されることになり、このうち、ファッションアベニューADと秋田ワシントンホテルは、第一生命が開発した地下1階地上10階の「秋田大町第一生命ビルディング」に入り、1987年（昭和62年）10月8日 に開業した。
同時に整備された地下イベント広場は秋田大町第一生命ビルディングと道路を挟んだ向かい側のダイエー秋田店が核テナントとして入る秋田ニューシティ（2011年建物解体完了）と連絡し、広さは230平方メートルでイベントや展覧会等を催し大町商店街の活性化に資する方針を掲げ、大町公園橋は広小路商店街と結ぶもので街灯などを備えレトロ風に設計された。
しかし、その後の競合激化で経営難となった中上層部に入る秋田ワシントンホテルは2007年（平成19年） 8月末で撤退。入居している建物はビジネスホテルを展開するグローカル・ホテルグループ（本社・東京）が買い取り、旧ワシントンホテル部分は9月10日から「イーホテル秋田」として営業を始め、第一生命の子会社、第一ビルディングが下層部で運営していたファッションアベニューADもグローカル社の運営に切り替わった。2009年（平成21年）4月、ファッションアベニューADは商業施設名をイーホテルショッピングモールに改めるが、2012年（平成24年）夏で閉鎖。さらにイーホテル秋田も新型コロナウイルス感染拡大に伴い、2020年（令和2年）4月24日から休館となった。ホテル休館を機に、建物を所有するColours International（グローカル・ホテルグループ）は、施設全体を大規模な医療モールとして改装する計画を発表している。（後述するように、Colours Internationalの企業活動停止に伴い、この計画は立ち消えとなる。）
2021年10月に別館でのみイーホテル秋田アネックスとして営業を再開し、2023年7月から本館をホテルメルディア秋田にリブランドし営業を開始した 。

## 商業施設

### ファッションアベニューAD
ファッションアベニューADは地下1階から地上3階までの54店舗で構成（開業時）。客層は若者を中心に中年までを対象とし、DCブランドショップや新星堂などの専門店のほか、美容室、飲食店が入った。

### イーホテルショッピングモール
建物を取得して旧ワシントンホテル跡で「イーホテル秋田」の営業を始めたグローカル・ホテルグループは、地下1階から1階部分に中華料理店や雑貨店を集積した「秋田中華街」をつくる構想を明らかにし、横浜中華街などの飲食店に出店を打診するが、希望者が集まらず「秋田中華街」構想は頓挫した。
2009年（平成21年）4月、秋田ニューシティから撤退したヤマトが、地下1階にスーパーと飲食店で構成の「大町こみち」を開業し、それを機に商業施設名は「イーホテルショッピングモール」に改められた。だが、2010年（平成22年）秋にヤマトは自己破産を申請し経営破綻した。2012年3月、建物を所有するグローカル・ホテルグループ（後にColours International）の社長は秋田市に年間約3500万円の固定資産税の軽減措置を求め、受け入れられなければ夏までに一部を除きモールを閉鎖する、と迫るが受け入れられず、テナントを撤退させた後、予告通り2012年（平成24年）夏にモールは閉鎖された。なお、正面の道路に面した一部店舗は営業を継続している。

### 秋田メディカル複合施設プロジェクト
2020年12月、Colours Internationalは50億円規模の投資でイーホテル秋田の全面的なリノベーションを行い、地域を代表する大規模な医療モールをオープンする計画を発表する（報道では、イーホテルショッピングモールがあった地下1階から地上3階のスペースもリノベーションの対象となっている）。2021年4月、1年半後にオープンする予定であると報道されたが、その直後からイーホテルの持株会社であるColours Internationalが企業活動を停止した（「Colours International#コロナ禍から活動停止へ（2020年～2021年）」を参照）ため、計画は立ち消えになる。
実は、この事業計画が発表された時期にColours Internationalは、2023年7月に出資法違反の容疑で起訴されることになるリベレステ株式会社から長年融資を受けていた影響で資金難に陥り、店舗の休館・売却を進めていたようである（「Colours International #リベレステとの関係」を参照）。

### Colours Internationalの活動停止以降
本館の3階はホテルメルディア秋田のフロント・レストランとして利用されているが、地下1階から地上2階は2025年1月に至っても閉鎖されたままである。

## ホテル

### 秋田ワシントンホテル
3階の一部と10階までが客室391室の秋田ワシントンホテルで、このうち、109室が地元旅館組合の要求で分譲ホテルだった。宴会部門はなくビジネス、旅行客中心の経営で、運営は藤田観光の子会社、秋田ワシントンホテルサービスが行っていた。
しかし、秋田駅周辺では2004年（平成16年）以降、ビジネスホテルが続々と進出し、競合が激化。秋田ワシントンホテルでは企業契約を増やしたり、チェックインを簡素化するなど手を打ったが、設備などの老朽化で劣勢に立たされ、2007年（平成19年） 8月末で営業を終えた。

### イーホテル秋田
グローカル・ホテルグループは、9月10日から旧ワシントンホテルを継承し「イーホテル秋田」の営業を始めた。グローカル社ではこの年の10月に秋田わか杉国体の全日程が終了すると内装工事に入り、新たにレストランも出店させ、12月1日に新装オープンしている。下層部のショッピングモールが閉鎖後もホテルの営業は継続されていたが、新型コロナウイルス感染拡大に伴い、2020年（令和2年）4月24日から休館となった。

### イーホテル秋田アネックス
2021年にイーホテルの持株会社であったColours Internationalが活動停止し、ホテルチェーンとしてのイーホテルグループが消滅した後、イーホテル秋田アネックスに名称を変更し北西の別館のみを使用し営業を再開した。
2022年6月から10月の期間はコロナ患者の療養施設として利用された。

### ホテルメルディア秋田
2023年7月からメルディアホテルズ・マネジメント株式会社が本館をホテルメルディア秋田にリブランドし営業を行っている。

## 一つの建物に２つのホテルが入居
別館と本館は一続きになっており、入り口を共有しているため、一見、一つの店舗であるように見える。しかし、建物にイーホテル秋田アネックスとホテルメルディア秋田両店舗の看板が掲げられていることが示すように、内部には異なる2つのホテルが入居しており、フロントも別である。
両ホテルの違いは以下のとおりである。
|            | イーホテル秋田アネックス | ホテルメルディア秋田   |
| ---------- | ------------------------ | ---------------------- |
| フロント   | 1階                      | 3階                    |
| 提携駐車場 | 有                       | 無                     |
| 大浴場     | 無                       | 有                     |
| レストラン | 無                       | 有                     |
| その他施設 | 無                       | リラクゼーションサロン |

## 沿革
- 1987年（昭和62年）10月8日 - 「ファッションアベニューAD」オープン、「秋田ワシントンホテル」開業。
- 2007年（平成19年）
  - 8月末 - 秋田ワシントンホテル営業終了。
  - 9月 - グローカル・ホテルグループが「ファッションアベニューAD」の運営権を取得。
  - 9月10日 - グローカル・ホテルグループが「秋田中華街」構想を発表。イーホテル秋田が開業。
- 2008年（平成20年）2月7日 - グローカル・ホテルグループが「秋田中華街」構想断念を発表。
- 2009年（平成21年）
  - 4月12日 - ヤマトが運営する「大町こみち」が地下に開業、商業施設名を「イーホテルショッピングモール」に変更。
  - 10月9日 - 「秋田演劇鑑賞会」が秋田ニューシティから移転。
- 2010年（平成22年）
  - 2月1日 - 「財団法人秋田観光コンベンション協会」が秋田ニューシティから移転。
  - 3月15日 - 「秋田贔屓」がオープン。
  - 4月16日 - 「辻兵スクールコーナー」がオープン。
  - 10月25日 - ヤマトの事業停止に伴い、「大町こみち」が閉店[17]。
- 2012年（平成24年）夏 - イーホテルショッピングモールが閉鎖。
- 2020年（令和2年）
  - 4月24日 - イーホテル秋田が休館。
  - 12月 -  Colours Internationalがイーホテル秋田及びイーホテルショッピングモールを全面的にリノベーションし、大規模な医療モールにする計画を発表[4]。
- 2021年 （令和３年）10月 - 北西の別館でイーホテル秋田アネックスが営業を再開。
- 2022年（令和4年）8月 - Colours Internationalの代表取締役の松本が2020年にイーホテルを売却していたことが明らかになる[18]。
- 2023年（令和5年）7月 - 2023年（令和5年）7月 –　本館部分がホテルメルディア秋田にリブランドされる[5][6]。

## テナント
- おおまち補聴器センター
- 辻兵商事（店舗）

## 周辺
- サン・パティオ大町
- 日本銀行秋田支店
- 秋田銀行大町支店
- 岩手銀行秋田支店

## アクセス
- JR秋田駅から徒歩約10分
- 秋田中央交通バス大町通り停留所または川反入口停留所下車